# Åke Oxenstierna
Åke Oxenstierna, född 1652 i Sankt Johannes församling, Östergötlands län, död 1714 i Lillkyrka församling, Uppsala län, var en svensk kammarherre.

## Biografi
Åke Oxenstierna föddes 1652 och döptes 13 juni samma år på Lindö i Sankt Johannes församling. Han var son till landshövdingen Erik Oxenstierna och Margareta Bielke af Åkerö. Oxenstierna blev i maj 1659 student vid Uppsala universitet och 1674 vid Strassburgs universitet. Han blev senare kammarherre hos drottning Hedvig Eleonora. Oxenstierna avled 1714 på Eka i Lillkyrka församling.

### Egendom
Oxenstierna ägde gårdarna Lindö i Sankt Johannes socken, Eka i Lillkyrka socken och Onsicke.

### Familj
Oxenstierna gifte sig 10 maj 1683 på Finspångs slott med Jeanne Elisabet De Geer (1656–1735), dotter av assessorn Louis De Geer och Jeanne Parmentier. De fick tillsammans barnen landshövdingen Erik Oxenstierna (1684–1760) Louise Oxensterina (1685–1685), Margareta Johanna Oxensterina (1686–1718) som var gift med överjägmästaren Vilhelm Mauritz Pauli, Maria Elisabet Oxensterina (1687–1771), Christina Oxensterina (1688–1760) som var gift med överstelöjtnanten Johan Bär, Hedvig Oxenstierna (1690–1693), Sigrid Oxenstierna (1691–1695), Sofia Oxenstierna (1692–1694), kaptenen Carl Oxenstierna (1694–1719), assessorn Gustaf Oxenstierna (1695–1741), majoren Åke Oxenstierna (1696–1742) och Eva Christina Oxenstierna (1699–1750) som var gift med överintendenten Louis De Geer.